# Brigadas Al-Ashtar
Las Brigadas al-Ashtar (Saraya al-Ashtar, llamada así por Malik al-Ashtar ), acortado como AAB para abreviar, es una guerrilla chiita en Baréin designada como organización terrorista por los gobiernos de Baréin, Egipto, Reino Unido, Arabia Saudita, Emiratos Árabes Unidos, Estados Unidos y Canadá.

## Designación terrorista
En junio de 2017, las Brigadas al-Ashtar fueron designadas como organizaciones terroristas por Baréin, Egipto, los Emiratos Árabes Unidos y Arabia Saudita. El Departamento de Estado de los Estados Unidos ha designado al grupo como una organización terrorista, a julio de 2018. Canadá clasificó a las Brigadas como organización terrorista en 2019.
El 12 de marzo de 2024, el Departamento de Estado de Estados Unidos designa a la organización como organización terrorista, señalando que el grupo quiere desestabilizar y amenazar la seguridad de Baréin.

## Actividad armada
El grupo es sospechoso de más de 20 ataques en Baréin, principalmente contra la policía y las fuerzas de seguridad.
El primer ataque del grupo fue el 29 de mayo de 2013, cuando un artefacto explosivo a control remoto explotó cerca de agentes de policía que estaban retirando una barricada en la aldea de Bani Jamra, Gobernación Norte. El ataque hirió al menos a siete agentes. Las autoridades hicieron sonar la alarma por este ataque y arrestaron a diez militantes al día siguiente. El 17 de julio, un coche bomba explota en la mezquita Shaikh Eisa Bin Salman en Riffa, Gobernación Sur El ataque sólo dejó daños materiales. El mes siguiente, un coche bomba detonó frente a un área recreativa en Budaiya, Gobernación del Norte.
El grupo fue designado organización terrorista por Baréin después del ataque de Daih de 2014, el cual dejó como saldo tres policías muertos y tres heridos. Meses más tarde, el 8 de diciembre, un dispositivo improvisado explota en Dumistan, Gobernación del Norte, y mató a un oficial de policía. Al día siguiente, un dispositivo improvisado explota en Karzakkan, gobernación del Norte, matando a un civil e hiriendo a otro.
El 31 de enero de 2015, una bomba explota cerca de una patrulla policial en Muqsha, hiriendo a dos agentes. Dos meses después, el grupo reivindicó un ataque en el asentamiento de Karrana, Gobernación del Norte, que dejó dos oficiales heridos.
El 14 de enero de 2017, después de una pausa de un año, miembros de las Brigadas Al-Ashtar atacaron a un oficial en la aldea de Bani Jamra. El ataque ocurre cuando las autoridades anuncian la ejecución de tres militantes. El 29 de enero, un oficial de seguridad fuera de servicio fue asesinado por un ataque de la AAB en Manama.